# 340년

## 연호
- 동진(東晉) 함강(咸康) 6년
- 성한(成漢) 한흥(漢興) 3년
- 후조(後趙) 건무(建武) 6년
- 전량(前凉) 건흥(建興) 28년
- 대(代) 건국(建國) 3년

## 기년
- 동진(東晉) 성제(成帝) 15년
- 신라(新羅) 흘해 이사금(訖解泥師今) 31년
- 고구려(高句麗) 고국원왕(故國原王) 10년
- 백제(百濟) 비류왕(比流王) 37년